# Jonatan Braut Brunes
Jonathan Braut Brunes (Bryne, 7 agosto 2000) è un calciatore norvegese, attaccante del Raków Częstochowa.

## Biografia
È cugino di Erling Haaland.

## Caratteristiche tecniche
Gioca come centravanti.

## Carriera
Brunes ha iniziato la sua carriera calcistica nel Bryne nel 2016, assiame al cugino Erling. Ha debuttato in 1. divisjon il 16 maggio 2016 sostituendo Aram Khalili nei minuti finali dell'incontro perso 1-0 contro il KFUM Oslo. Nel 2019 è stato ceduto in prestito al Sola e l'anno successivo ha firmato con il Florø. Dopo un'ottima annata in terza divisione caratterizzata da 10 gol in 12 presenze è stato acquistato in prestito dal Lillestrøm, con cui ha centrato la promozione in Eliteserien. Riscattato al termine della stagione, ha debuttato nella massima divisione norvegese il 24 maggio 2021 nell'incontro perso 3-1 contro il Viking dove ha al contempo trovato il suo primo gol.
Nel 2022 è stato ceduto in prestito allo Start e l'anno seguente è andato a titolo definitivo allo Strømsgodset. Il 14 agosto 2023, dopo un'annata positiva in cui ha segnato 11 gol in 20 partite, è stato acquistato dai belgi dell'OH Lovanio.

## Statistiche

### Presenze e reti nei club
Statistiche aggiornate al 27 marzo 2024.
| Stagione        | Squadra         | Campionato      | Campionato | Campionato | Coppe nazionali | Coppe nazionali | Coppe nazionali | Coppe continentali | Coppe continentali | Coppe continentali | Altre coppe | Altre coppe | Altre coppe | Totale | Totale | Totale |
| Stagione        | Squadra         | Comp            | Pres       | Reti       | Comp            | Pres            | Reti            | Comp               | Pres               | Reti               | Comp        | Pres        | Reti        | Pres   | Reti   |        |
| --------------- | --------------- | --------------- | ---------- | ---------- | --------------- | --------------- | --------------- | ------------------ | ------------------ | ------------------ | ----------- | ----------- | ----------- | ------ | ------ | ------ |
| 2015            | Bryne 2         | 3D              | 1          | 0          |                 | -               | -               |                    | -                  | -                  |             | -           | -           | 1      | 0      |        |
| 2016            | Bryne 2         | 3D              | 25         | 5          |                 | -               | -               |                    | -                  | -                  |             | -           | -           | 25     | 5      |        |
| 2017            | Bryne 2         | 3D              | 19         | 2          |                 | -               | -               |                    | -                  | -                  |             | -           | -           | 19     | 2      |        |
| 2018            | Bryne 2         | 4D              | 16         | 8          |                 | -               | -               |                    | -                  | -                  |             | -           | -           | 16     | 8      |        |
| 2016            | Bryne           | 1D              | 1          | 0          | CN              | 0               | 0               |                    | -                  | -                  |             | -           | -           | 1      | 0      |        |
| 2017            | Bryne           | 2D              | 4          | 1          | CN              | 0               | 0               |                    | -                  | -                  |             | -           | -           | 4      | 1      |        |
| 2018            | Bryne           | 2D              | 17         | 0          | CN              | 2               | 0               |                    | -                  | -                  |             | -           | -           | 19     | 0      |        |
| 2019            | Bryne           | 2D              | 12         | 1          | CN              | 0               | 0               |                    | -                  | -                  |             | -           | -           | 12     | 1      |        |
| 2019            | Sola 2          | 4D              | 1          | 2          |                 | -               | -               |                    | -                  | -                  |             | -           | -           | 1      | 2      |        |
| 2019            | Sola            | 2D              | 14         | 4          | CN              | 1               | 0               |                    | -                  | -                  |             | -           | -           | 15     | 4      |        |
| 2020            | Florø           | 2D              | 13         | 10         | CN              | 0               | 0               |                    | -                  | -                  |             | -           | -           | 13     | 10     |        |
| 2020            | Lillestrøm      | 1D              | 3          | 0          | CN              | 0               | 0               |                    | -                  | -                  |             | -           | -           | 3      | 0      |        |
| 2021            | Lillestrøm      | ES              | 18         | 1          | CN              | 3               | 2               |                    | -                  | -                  |             | -           | -           | 21     | 3      |        |
| 2021            | Lillestrøm 2    | 3D              | 6          | 10         |                 | -               | -               |                    | -                  | -                  |             | -           | -           | 6      | 10     |        |
| 2022            | Start           | 1D              | 15         | 12         | CN              | 1               | 0               |                    | -                  | -                  |             | -           | -           | 16     | 12     |        |
| 2022            | Strømsgodset    | ES              | 13         | 3          | CN              | 0               | 0               |                    | -                  | -                  |             | -           | -           | 13     | 3      |        |
| 2023            | Strømsgodset    | ES              | 16         | 6          | CN              | 4               | 5               |                    | -                  | -                  |             | -           | -           | 20     | 11     |        |
| 2023-2024       | OH Lovanio      | D1              | 24         | 3          | CB              | 2               | 0               |                    | -                  | -                  |             | -           | -           | 26     | 3      |        |
| Totale carriera | Totale carriera | Totale carriera | 218        | 68         |                 | 13              | 7               |                    | -                  | -                  |             | -           | -           | 231    | 75     |        |